# Grand Theft Auto: The Lost and Damned
 Grand Theft Auto: The Lost and Damned (або GTA IV: TLaD, укр. Забутий і Проклятий) — перший з двох додаткових епізодів для гри Grand Theft Auto IV, випущений для платформ Xbox 360, PlayStation 3 та PC. Проєкт вийшов 17 лютого 2009 року для консолі Xbox 360. Доступний для придбання як через Xbox Live, так і в складі видання Grand Theft Auto: Episodes From Liberty City, що вийшов 29 жовтня 2009 року, 13 квітня в США, 16 квітня в Європі.

## Сюжет
Перший епізод для оригінальної Grand Theft Auto IV називається «The Lost and Damned». Головним героєм є байкер Джонні Клебітз (англ. Johnny Klebitz) — віцепрезидент банди The Lost. Історія починається з того, що Біллі — президент клубу і глава банди повертається з примусовою реабілітації за рішенням суду в спеціальній клініці. У відсутність Біллі, Джонні уклав перемир'я з угрупованням «The Angels of Death» («Ангели Смерті»). Біллі повертається і йому це зовсім не до душі. Біллі зриває всю велику роботу, яку Джонні робить для банди, це веде до невдоволення Джоні і між ними часто виникають конфлікти.
Сюжетна частина The Lost and Damned межує з оригінальною Grand Theft Auto IV. У грі можна зустріти Ніко Белліка та його брата Романа, Playboy X і Елізабет і переграти місії з Grand Theft Auto IV, але з іншої перспективи, наприклад в одному із завдань використаний сценарій з Blow Your Cover (місія з Grand Theft Auto IV), проте гра проходить не за Ніко а за Джонні.

## Ігровий процес

### Нововведення
У The Lost and Damned був доданий цілий ряд нових можливостей, мініігор, другорядних місій. Тепер для того, щоб зустрітися з усіма друзями відразу, треба тільки зателефонувати один раз і протагоніст вирушить на зустріч зі своїми двома доступними друзями. Було додано нові мініігри: аерохокей; армреслінг, карткова гра «більше-менше», гонки на мотоциклах.
Змін зазнав й інтерфейс The Lost and Damned, слова в Меню тепер виділяються червоним кольором, смужки, що відображають здоров'я і броню тепер, відповідно, білого і синього кольору, телефон Джонні «Whiz Wireless» відразу з камерою і трохи краще ніж у Ніко. Додано нововведення — їзда в «бойовому порядку»: при проходженні банди за лідером на землі з'являється емблема The Lost, на якій гравцеві треба утриматися кілька секунд. Це дозволяє відновити показники здоров'я і броні, а також лагодить його мотоцикл.
Rockstar додали нову опцію — чекпоінти для деяких місій — при провалі довгої місії можна не проходити її з самого початку.
Зникла можливість змінити одяг гравця — всю гру головний герой ходить в шкіряній куртці з символікою клубу, старих джинсах і черевиках. Також на відміну від оригінальної GTA IV потрібно вбити не 200 голубів, а 50 чайок. У грі було проведено оновлення телеканалів і додаткових сайтів в ігровому інтернеті.

#### Нове озброєння
- Pipe Bomb — саморобний вибуховий пристрій. Володіє досить великим радіусом ураження, що дозволяє успішно підривати з його допомогою автомобілі, і скупчення ворогів.
- Grenade Launcher — однозарядний гранатомет. Зручний для знищення транспортних засобів і супротивників, що ховаються в укриттях.
- Assault Shotgun — скорострільний автоматичний дробовик. Його мінус — сильний відбій. Однак, попри це, з його допомогою можна без проблем знищити кілька ворогів.
- Sawed Off Shotgun — Обріз мисливської рушниці. Двозарядний. Ефективний тільки на ближній дистанції. Проте головний плюс в тому, що він може бути використаний на мотоциклі.
- Automatic 9mm — Автоматичний дев'ятиміліметровий пістолет. Володіє високою скорострільністю, і підходить для середніх і близьких дистанцій.

#### Нові транспортні засоби

GTA: The Lost and Damned

У гру розробники Rockstar North додали 23 нових транспортних засобів — з них 17 мотоциклів, 3 вантажівки, 2 легкових автомобілі та 1 автобус.

##### Мотоцикли
- BATI-800
- Daemon
- BATI Custom
- Double T
- Double T Custom
- Diabolus
- Lycan
- Nightblade
- Hakuchou
- Hakuchou Custom
- Wayfarer
- Angel
- Hellfury
- Wolfsbane
- Innovation
- Hexer
- Revenant

##### Вантажівки і мінівени
- Gang Burrito
- Slamvan
- Towtruck
- Prison Bus (автобус)

##### Легкові автомобілі
- Rhapsody
- Regina

### Нові ігрові досягнення
Rockstar додали кілька нових досягнень:
- Easy Rider — закінчити історію (100G)
- Full Chat- прокачати Terry і Clay на 100 % (70G)
- Get Good Wood- Скинути 69 байкерів під час гонки за допомогою біти (50G)
- The Lost Boy- ви стаєте лідером The Lost! (25G)
- One Percenter- Біллі знову повернувся на свій байк (5G)

## Додатки до саундтреку
У саундтреку GTA: The Lost and Damned додані понад 50 композицій. Два спеціальні збірки саундтреку гри з'явилися на iTunes 17 лютого.
Оновлення радіостанцій:
- Liberty City Hardcore (LCHC) — в цю радіостанцію додано 10 нових треків;
- The Beat 102.7 — в цю радіостанцію додано 16 нових треків (один з них на радіостанції не грає);
- Liberty Rock Radio 97.8 — в цю радіостанцію додано 18 нових треків;
- Radio Broker — в цю радіостанцію додано 12 нових треків;
- San Juan Sounds — в цю радіостанцію доданий 1 новий трек;
- Massive B SoundSystem 96.7 — в цю радіостанцію доданий 1 новий трек.
- WKTT Talk Radio — в цю радіостанцію додано нове шоу: The Martin Serious Show.

## Багатокористувацька гра
У Grand Theft Auto IV: The Lost and Damned є п'ять додаткових режимів мультиплеєра. Всі вони мають акцент на байкерську складову епізоду, але при цьому не втрачають своєї привабливості і для тих, хто від мотоциклів захоплення не відчуває.
У мультиплеєрі першого епізоду з'являться нові моделі персонажів, зброї і транспорту.
- Chopper vs. Chopper

У цьому режимі вам пропонується на вибір стати або мотоциклістом, який рухається з однієї точки до іншої, завдання якого його доїхати туди живим. Або стати пілотом вертольота, який заважає мотоциклістові виконати місію, а простіше кажучи — намагається його знищити.
- Club Business

Членам банди The Lost даються випадкові завдання і їх треба виконати по всьому Ліберті-Сіті.
- The Lone Wolf Biker

Найдовший за часом, якщо так складуться обставини, режим мультиплеєра в The Lost and Damned. Завдання полягає в тому, що одна людина («вовк-одинак») тікає, а всі інші намагаються його вбити.
- Own the City

Війна за райони Ліберті-Сіті. Оскільки районів багато і за всіма не встежити, то якщо на вашу територію нападуть в той час, як ви будете десь далеко, то деякий час її можуть захищати NPC.
- Witness Protection

Ви граєте або за The Lost, або за NOOSE. Завдання режиму полягає в тому, що поліцейські намагаються доставити трьох свідків у свій департамент, а байкери повинні їм перешкодити.

## Список офіційних відеороликів
- Grand Theft Auto IV: The Lost and Damned Дебютний трейлер [Архівовано 19 грудня 2009 у Wayback Machine.]
- Grand Theft Auto IV: The Lost and Damned трейлер № 2 [Архівовано 31 липня 2010 у Wayback Machine.]
- Grand Theft Auto IV: The Lost and Damned «Johnny Klebitz» [Архівовано 9 червня 2009 у Wayback Machine.]
- Grand Theft Auto IV: The Lost and Damned «Billy Grey» [Архівовано 23 лютого 2016 у Wayback Machine.]
- Grand Theft Auto IV: The Lost and Damned «Weazel News — Special Report» [Архівовано 25 серпня 2012 у Wayback Machine.]
- Grand Theft Auto IV: The Lost and Damned «Malc» [Архівовано 6 серпня 2010 у Wayback Machine.]
- Grand Theft Auto IV: Episodes From Liberty City «Armando, Henrique & Brian» [Архівовано 10 грудня 2015 у Wayback Machine.]
- Grand Theft Auto IV: Episodes From Liberty City, Трейлер № 2 — «There's Always A Girl» [Архівовано 6 листопада 2015 у Wayback Machine.]

## Цікаві факти
- Ціна The Lost and Damned становить 1600 Microsoft Points, що приблизно дорівнює 19,99 доларам США.
- Гра Grand Theft Auto IV і епізод The Lost and Damned розділені для гравця, після запуску пропонується запустити Grand Theft Auto IV або The Lost and Damned таким чином всякі дрібниці, інтер'єри та інше з The Lost and Damned недоступні в оригінальній грі і навпаки.
- Rockstar Games стверджує що проходження гри займе 12—20 годин, що означає 1/3 частину сюжетної лінії Grand Theft Auto IV. Усього в грі 22 сюжетні місії.